# Christian Mansell
Christian Mansell (Maitland, 9 de fevereiro de 2005), é um automobilista australiano que disputou as últimas corridas da temporada da Fórmula 2 de 2024 pela equipe Trident Motorsport. Ele competiu anteriormente no Campeonato de Fórmula 3 da FIA pela equipe ART Grand Prix em 2024, e na Eurofórmula Open em 2022 pela CryptoTower Racing, terminando em terceiro na classificação geral.

## Biografia
Christian Mansell é australiano, reside em Londres e foi diagnosticado com a diabetes tipo 1 em 2019. Ele recebeu autorização especial dos comissários da FIA para ter um celular em seu cockpit durante as provas, para fiscalizar os níveis de açúcar em seu sangue. O aparelho é posto em uma caixa de fibra de vidro e possui senha especial, para evitar que Mansell mexa nele. Apesar do sobrenome, Christian não possui relação de parentesco com o campeão britânico da F1 Nigel Mansell. Mesmo assim, o piloto afirmou que considera o "Leão" um de seus pilotos favoritos, ao lado de Michael Schumacher, Ayrton Senna e Sebastian Vettel.

## Carreira

### Kart
Mansell competiu no cartismo até 2019, com seu melhor resultado sendo o 69º lugar na categoria OK Junior do campeonato europeu.

### Fórmula 4

#### F4 Australiana
Mansell estreou em monopostos em 2019, quando participou de duas rodadas do Campeonato Australiano de Fórmula 4 com a AGI Sports. Ele terminou no top-7 em cinco das seis corridas que disputou, mas seus resultados não contaram para o campeonato, por ele ser um piloto convidado.

#### F4 Britânica
Em 2020, Mansell participou do Campeonato Britânico de Fórmula 4, correndo na Carlin ao lado do britânico Zak O'Sullivan e do peruano Matías Zagazeta. O australiano venceu apenas a corrida 2 de Brands Hatch, fazendo mais quatro pódios e encerrando o ano na sétima posição, com 163 pontos. Ele pontuou quase cinco vezes a mais do que Zagazeta, o 12º colocado, mas foi superado com folga por O'Sullivan, que fez 408.5 pontos e foi o vice-campeão.

### Campeonato GB3
Mansell permaneceu com a equipe Carlin em 2021, avançando para o Campeonato GB3. O australiano conquistou sua primeira vitória da temporada na corrida de grid invertido na rodada de abertura em Brands Hatch, após ultrapassar seis carros ao longo da corrida. Sua vitória seguinte veio no circuito de Spa-Francorchamps, conquistando-a na primeira corrida. Mansell conquistou mais três pódios para ficar em terceiro lugar na classificação geral.

### Eurofórmula Open

#### 2021
Em 2021, Mansell fez sua estreia no Eurofórmula Open no Circuito de Spa-Francorchamps, com a Carlin, terminando todas as suas corridas entre os seis primeiros. Mansell retornou à Euroformula, mas com a Team Motopark durante a penúltima rodada em Monza, e alcançou um terceiro lugar durante a primeira corrida. Ele foi mantido para a etapa de Barcelona, onde alcançou mais dois pontos para terminar a temporada em 11º lugar.

#### 2022

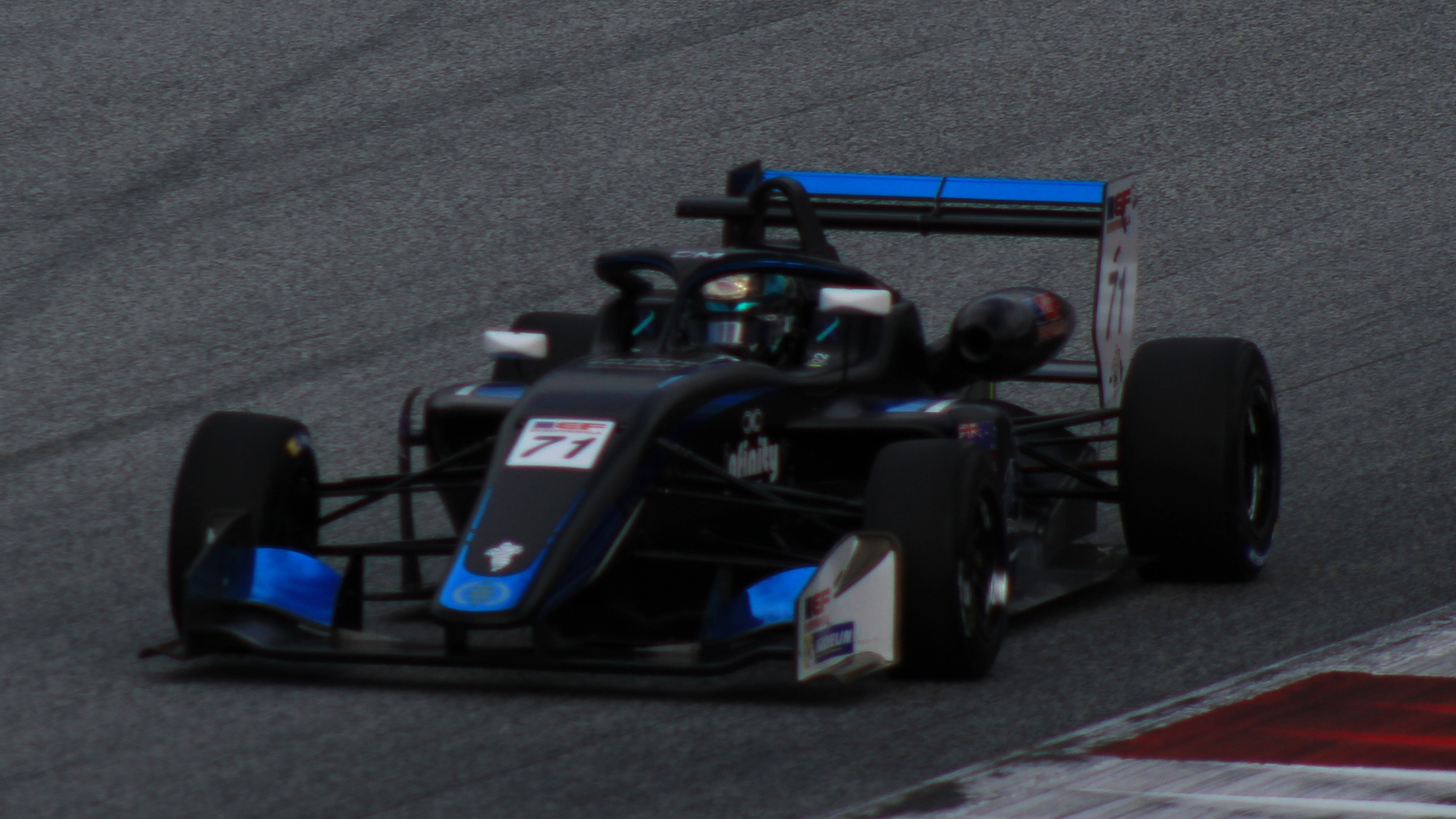
Mansell no Red Bull Ring em 2022

Mansell permaneceu na série para a temporada de 2022, fazendo parceria com Vladislav Lomko e Josh Mason na CryptoTower Racing. Ele conquistou a vitória de abertura da temporada no Circuito do Estoril, e conquistou dois segundos lugares na próxima rodada em Pau, que incluiu sua única pole do ano, antes de uma série de quatro pódios consecutivos, incluindo uma vitória. Sua terceira vitória veio em Hungaroring na corrida final. Mais quatro pódios nas duas rodadas seguintes vieram, antes de um duplo abandono na penúltima rodada de Monza. O primeiro abandono foi um acidente sério com Francesco Simonazzi, onde ele foi lançado para o céu. Ele conquistou um pódio na rodada final e terminou em terceiro na classificação, tendo conquistado 15 pódios e 377 pontos, com 39 de diferença para o vice Vladislav Lomko e 96 de desvantagem para o campeão Oliver Goethe.

### Fórmula 3

#### 2022
Mansell fez sua primeira aparição no Campeonato de Fórmula 3 da FIA de 2022, em Hungaroring com a equipe Charouz Racing System. Na estreia, substituindo Zdeněk Chovanec. Ele voltou à sua campanha principal na Eurofórmula Open antes da rodada de Zandvoort e foi substituído por David Schumacher. Mansell ficou em 38º lugar na classificação geral.
No final de setembro de 2022, Mansell participou do teste de pós-temporada com a Campos Racing nos dois primeiros dias.

#### 2023
Em 28 de novembro, ele foi anunciado como piloto em tempo integral da equipe Campos para a disputa da temporada de 2023, correndo com seu compatriota Hugh Barter e com o espanhol Pepe Martí. Seu melhor resultado foi um segundo lugar na corrida longa de Spa-Francorchamps, e o outro pódio de Mansell na temporada foi na corrida curta de Silverstone. O australiano, que correu com licença britânica em algumas etapas, terminou o ano em 12º, com 60 pontos, fazendo mais que o quádruplo de pontos do que Barter, mas perdendo para Martí por 45 pontos de diferença.

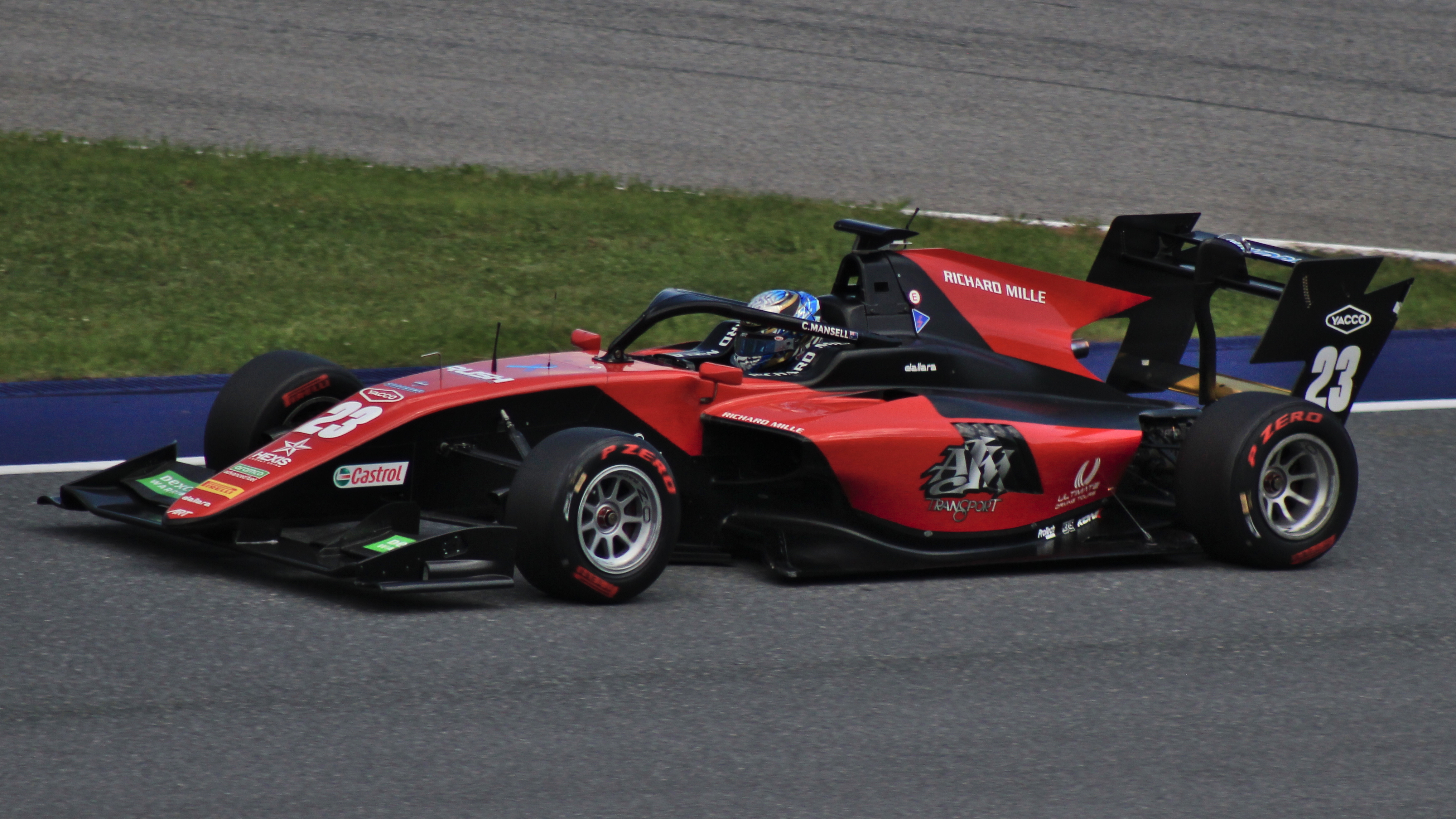
Mansell na etapa da Áustria da F3 em 2024

#### 2024
Ele se transferiu para a equipe ART Grand Prix para a disputa do campeonato de 2024, sua segunda temporada completa de Fórmula 3, correndo com o neerlandês Laurens van Hoepen e com o búlgaro Nikola Tsolov. Ele obteve cinco pódios, uma pole position e terminou o campeonato na quinta posição, com 112 pontos, superando Tsolov e Van Hoepen por ampla margem.

### Fórmula Regional
Mansell participou das duas primeiras rodadas do Campeonato de Fórmula Regional da Oceania de 2024 com a equipe Giles Motorsport, em preparação para sua campanha principal. Isso lhe traria sucesso, garantindo quatro pódios em seis corridas, incluindo uma única vitória em Manfeild, que lhe deixou com 135 pontos e a nona colocação.

### Fórmula 2
Em setembro de 2024, Mansell foi chamado para correr pela equipe Trident nas três etapas restantes da temporada de 2024 de Fórmula 2, substituindo Roman Staněk, que deixou a equipe italiana por conta de dificuldades financeiras. Em sua rodada de estreia, Mansell conseguiu largar na pole position na corrida curta, graças ao grid invertido, e pontuou nas duas provas, com um oitavo lugar na sprint e um décimo na principal. Seu melhor resultado foi o sexto lugar na corrida longa de Lusail, e o australiano terminou em 25º, com dez pontos.
Em novembro de 2024, Mansell foi anunciado como um dos pilotos da Rodin Motorsport para a disputa da temporada de 2025 da Fórmula 2. No entanto, em 4 de março de 2025, antes da temporada começar, o australiano anunciou que se afastaria do automobilismo por "razões pessoais". Ele foi substituído na equipe por Amaury Cordeel.

## Resultados

### Resumo da carreira
| Temporada | Categoria                                                       | Equipe                | Corridas | Vitórias | Poles | V.M.R. | Pódios | Pontos | Pos. |
| --------- | --------------------------------------------------------------- | --------------------- | -------- | -------- | ----- | ------ | ------ | ------ | ---- |
| 2019      | Fórmula 4 Australiana                                           | AGI Sport             | 6        | 0        | 0     | 0      | 0      | 0      | NC†  |
| 2019      | Campeonato de Fórmula de Carros de Corrida de Nova Gales do Sul | AGI Sport             | 3        | 0        | 0     | 0      | 0      | 0      | NC†  |
| 2020      | Fórmula 4 Britânica                                             | Carlin                | 26       | 1        | 0     | 0      | 5      | 163    | 7º   |
| 2021      | Campeonato GB3                                                  | Carlin                | 24       | 2        | 0     | 1      | 5      | 371    | 3º   |
| 2021      | Eurofórmula Open                                                | Carlin Motorsport     | 3        | 0        | 0     | 0      | 0      | 79     | 11º  |
| 2021      | Eurofórmula Open                                                | Team Motopark         | 6        | 0        | 0     | 0      | 1      | 79     | 11º  |
| 2022      | Eurofórmula Open                                                | CryptoTower Racing    | 26       | 3        | 1     | 3      | 15     | 377    | 3º   |
| 2022      | Fórmula 3                                                       | Charouz Racing System | 4        | 0        | 0     | 0      | 0      | 0      | 38º  |
| 2023      | Fórmula 3                                                       | Campos Racing         | 18       | 0        | 0     | 1      | 2      | 60     | 12º  |
| 2023      | Grande Prêmio de Macau                                          | ART Grand Prix        | 1        | 0        | 0     | 0      | 0      | N/D    | 16º  |
| 2024      | Fórmula Regional da Oceania                                     | Giles Motorsport      | 6        | 1        | 2     | 1      | 4      | 135    | 9º   |
| 2024      | Fórmula 3                                                       | ART Grand Prix        | 20       | 0        | 1     | 1      | 5      | 112    | 5º   |
| 2024      | Fórmula 2                                                       | Trident               | 6        | 0        | 0     | 0      | 0      | 10     | 25º  |

† Como Mansell era um piloto convidado, ele não era elegível para pontos.